# 강석우
강석우(康石雨, 본명: 강만흥, 본명 한자: 康萬興, 1957년 10월 1일 ~ )는 대한민국의 배우이다.

## 생애
- 서울특별시에서 출생하여 부산광역시에서 보육원 총무를 지낸 아버지에 의해 부산광역시에서 잠시 유아기를 보냈다.

- 1978년 영화진흥공사 제1회 남녀신인배우 모집에서 금보라(본명 : 손미자)와 함께 최종 선발되었으며, 같은 해 김수용 감독의 영화 《여수》에서 당대 톱 배우 윤정희의 상대역으로 화려하게 데뷔하였다.

- 1982년 KBS 드라마에 첫 출연하였으며, 1987년 MBC 문화방송 드라마에 첫 출연하였고 조형기와 동료과 지내게 되었다.

- 1985년 《이방인》으로 한국 연극 영화 TV 예술상(現 백상예술대상) 신인연기상을 수상하였다.

- 1980년대 초 인기 드라마 《보통사람들》에 출연하며, 미남 배우로 많은 호응을 얻었다.

- 1990년대 이후로는 텔레비전 드라마 위주로 활동하고 있다.
- 1992년에 안경을 끼기 시작하였다.

- 출연작으로 《학교》, 《아줌마》, 《반올림2》, 《열아홉 순정》 등이 있다.

- 2015년 9월부터 CBS 음악 FM 《아름다운 당신에게》라는 클래식 프로그램의 진행을 맡았으며, 직접 선곡한 클래식 곡을 담은 음반《사랑할 수 있는 한 사랑하라》를 발매하였으며, 그의 삶과 클래식 음악을 소소하게 엮어낸 에세이집《강석우의 청춘 클래식》을 출판하였다.[3]

## 학력
- 광희중학교 1970년 ~ 1973년 2월 졸업
- 서울세종고등학교 1973년 ~ 1976년 2월 졸업
- 동국대학교 연극영화학과 학사

## 연기 활동

### 영화
- 1979년 《여수》
- 1979년 《장마》
- 1980년 《마음 약해서》
- 1982년 《탄야》
- 1985년 《이방인》 ... 재구 역
- 1986년 《겨울 나그네》
- 1987년 《키위새의 겨울》
- 1987년 《두 여자의 집》
- 1988년 《위험한 향기》
- 1989년 《상처》
- 1989년 《25불의 인간》
- 1990년 《새벽외출》
- 1990년 《1990년 자유부인》
- 1991년 《잃어버린 너》
- 1992년 《걸어서 하늘까지》
- 1992년 《째즈빠 히로시마》
- 1994년 《연애는 프로 결혼은 아마추어》
- 1995년 《피아노가 있는 겨울》
- 1995년 《말미잘》 (특별출연)

### 드라마
- 1982년 KBS1 일일연속극 《보통 사람들》 ... 이강일 역
- 1984년 KBS1 일일연속극 《사랑하는 사람들》
- 1984년 KBS2 주간드라마 《TV춘향전》 ... 이몽룡 역
- 1987년 MBC 주간연속극 《도시의 얼굴》 ... 이명후 역
- 1988년 MBC 특별기획드라마 《조선왕조 오백년 - 인현왕후》 ... 숙종 역
- 1990년 MBC 액션수사극 《김형사 강형사》 ... 강 형사 역
- 1990년 MBC 아침드라마 《아직은 마흔아홉》 ... 범세준 역
- 1991년 MBC 주말연속극 《산너머 저쪽》 ... 상우 역
- 1991년 KBS1 대하드라마 《왕도》 ... 정조 역
- 1991년 KBS2 미니시리즈 《밀월》
- 1992년 MBC 미니시리즈 《약속》 ... 현우 역
- 1992년 SBS 소설극장 《해빙기의 아침》 ... 이채훈 역
- 1992년 KBS2 주말연속극 《사랑을 위하여》 ... 서윤재 역
- 1994년 KBS2 주말연속극 《남자는 외로워》 ... 류시형 박사 역
- 1994년 SBS 아침연속극 《그대의 창》 ... 유승하 역
- 1995년 KBS2 미니시리즈 《가면 속의 천사》
- 1995년 SBS 일일드라마 《사랑의 찬가》 ... 이철규 역
- 1995년 SBS 드라마 스페셜 《해빙》
- 1996년 MBC 미니시리즈 《아이싱》 ... 경운대 안 감독 역
- 1996년 KBS2 아침드라마 《유혹》 ... 경환 역
- 1998년 SBS 아침연속극 《엄마의 딸》
- 1998년 MBC 미니시리즈 《내일을 향해 쏴라》 ... 황정구 역
- 1999년 KBS2 미니시리즈 《학교》 ... 양동철 역
- 2000년 KBS2 미니시리즈 《성난 얼굴로 돌아보라》 ... 황병기 역
- 2000년 MBC 월요시트콤 《깁스가족》
- 2000년 MBC 월화드라마 《아줌마》 ... 장진구 역
- 2000년 KBS2 토요시트콤 《사랑의 유람선》
- 2001년 MBC 일요아침드라마 《어쩌면 좋아》 ... 공병대 역
- 2001년 SBS 주말극장 《화려한 시절》 ... 윤지호 역
- 2002년 MBC 월화드라마 《고백》 ... 박상일 역
- 2003년 KBS2 청소년드라마 《반올림》 ... 이상흠 역
- 2003년 KBS2 아침드라마 《나는 이혼하지 않는다》 ... 송지석 역
- 2004년 MBC 주말연속극 《사랑을 할꺼야》 ... 연성훈 역
- 2004년 MBC 특별기획드라마 《영웅시대》 ... 천일국 역
- 2005년 KBS2 청소년드라마 《반올림 2》 ... 이상흠 역
- 2005년 KBS2 월화미니시리즈 《웨딩》 ... 이정일 역
- 2006년 KBS2 성장드라마 《반올림 3》 ... 이상흠 역
- 2006년 KBS1 일일연속극 《열아홉 순정》 ... 홍풍구 역
- 2007년 KBS1 아침드라마 《TV소설 그대의 풍경》 ... 나판수 역
- 2008년 KBS1 일일연속극 《너는 내 운명》 ... 김대구 역
- 2009년 SBS 특별기획 《그대 웃어요》 ... 서정길 역
- 2010년 KBS1 저녁 일일드라마 《웃어라 동해야》 ... 김준 역
- 2012년 KBS2 금요드라마 《부부클리닉 사랑과 전쟁》 ... 조정위원장 역
- 2012년 JTBC 미니시리즈 《우리가 결혼할 수 있을까》 ... 하동건 역
- 2013년 MBC 주말연속극 《사랑해서 남주나》 ... 송호섭 역
- 2014년 SBS 주말극장 《기분 좋은 날》 ... 서민식 역
- 2017년 KBS2 주말연속극 《아버지가 이상해》 ... 차규택 역
- 2019년 KBS1 일일연속극 《여름아 부탁해》 ... 주용진 역
- 2024년 Netflix 오리지널 드라마 《종말의 바보》 … 백 신부 역

### 연극
- 1992년 《대원군》 ... 철종 이변 역(조연)

### 뮤지컬
- 1994년 《아가씨와 건달들》 ... 빅 줄 역(남자 조연)

## 연기 외 활동

### CF
- 1981년 해태제과식품 해태껌 한마음
- 1983년 금강 랜드로바
- 1981년 ~ 1983년 아모레퍼시픽 아모레 화장품
- 1984년 서주산업 (서주 오렌지 빠빠오, 서주우유, 서주 팥빙수 바) (Feat. 조용원)
- 1987년 에이스침대 에이스 루키 (Feat. 이정길)
- 1990년 ~ 1992년 에이스침대
- 1990년 ~ 1991년 LG생활건강 랑데뷰 샴푸
- 1992년 해태제과 두리두리
- 1993년 남양유업 불가리스 (With. 신구, 홍요섭, 김영철, 오현경)
- 1993년 라미화장품 리젠트 디플로마
- 1993년 ~ 1994년 세계물산 바쏘
- 1995년 OB맥주 OB라거 (Feat. 이덕화, 박종훈, 이재룡, 이종원, 전광렬, 유하영)
- 1996년 해태제과식품 해태 후라보노이드 껌
- 2001년 롯데칠성음료 워터젤리 (차태현)
- 2002년 삼성증권
- 2002년 CJ제일제당 햇국수
- 2016년 한국화이자제약 프리베나13
- 2017년 정식품 베지밀 5060 시니어두유

### 텔레비전 프로그램
- 《가족오락관》(KBS 2TV) - 게스트 출연
- 《행복채널》(KBS 2TV)
- 《세대공감 토요일》(KBS 2TV)
- 《하늘빛향기》(CGNTV)
- 《다큐멘터리 3일》 224회: 이번 역은 희망역입니다 - 신도림역(KBS 2TV) - 내레이션
- 《아빠를 부탁해》(SBS TV)
- 《다큐공감》 279회: 당신의 손 (KBS 1TV) - 내레이션
- 《다큐공감》 295회: UP & DOWN 사라 길라의 청춘(KBS 1TV) - 내레이션
- 《다큐공감》 304회: 언제나 당신 곁에 119 구급대(KBS 1TV) - 내레이션
- 《자연의 철학자들》(KBS 1TV) - 내레이션

### 뮤직비디오
- 1997년 임성은 - 미련

### 라디오 프로그램(진행, 출연)
- MBC 표준FM 《여성시대》 공동 DJ
- EBS FM 《책 읽는 라디오 낭독 시리즈》
- CBS 음악FM 《아름다운 당신에게》 DJ

### 작사 및 작곡
- 4월의 숲속
- 그리움조차
- 내 마음은 왈츠
- 그 날의 그 바람은 아닐지라도

## 수상 경력
- 1984년 제20회 백상예술대상 TV부문 남자신인연기상
- 1985년 제21회 백상예술대상 영화부문 남자신인연기상
- 1992년 KBS 연기대상 인기상
- 2001년 제37회 백상예술대상 TV부문 인기상
- 2001년 MBC 연기대상 남자 최우수상
- 2008년 제15회 대한민국연예예술상 라디오진행자상
- 2008년 MBC 연기대상 라디오부문 우수상
- 2009년 SBS 연기대상 특별기획부문 남자조연상
- 2011년 MBC 방송연예대상 라디오부문 최우수상
- 2012년 제24회 한국PD대상 라디오진행자부문 출연자상